# Chabrias
Sauf précision contraire, les dates de cet article sont sous-entendues « avant l'ère commune » (AEC), c'est-à-dire « avant Jésus-Christ ».
Chabrias est un célèbre stratège athénien du IVe siècle av. J.-C. En 388, il défait les Spartiates à Égine et commande la flotte envoyée pour assister Évagoras, roi de Chypre, contre les Perses. En 378, quand Athènes fait alliance avec Thèbes contre Sparte, il bat Agésilas II près de la cité béotienne. À cette occasion, il invente une manœuvre qui consiste à soutenir la charge ennemie en faisant mettre le genou gauche de ses hoplites à terre, protégés par leurs boucliers supportés de même par le sol et les lances pointées en avant.
En 376, il remporte une victoire décisive sur les Spartiates devant Naxos mais, alors qu'il aurait pu détruire la flotte adverse, il s'attarde pour recueillir les corps de ses soldats morts, se souvenant du destin des généraux à la bataille des îles Arginuses. Plus tard, quand les Athéniens changent de camp et s'allient à Sparte, contre Thèbes, il repousse Épaminondas devant les murs de Corinthe.
En 366, à l'initiative de Léodamas d'Acharnes, il est accusé avec Callistratos de trahison pour avoir averti les Thébains de la reddition d'Oropos mais est acquitté. Peu après, il accepte un commandement sous le pharaon d'Égypte Téos qui défend son royaume contre la reconquête perse. En 357, lors du déclenchement de la guerre des Alliés, il rejoint Charès dans le commandement de la flotte athénienne. Il meurt au combat la même année sur l'île de Chios.
Démosthène a fait de ce général un grand éloge ; Cornélius Népos a écrit sa Vie.

## Sources
- (en) Cet article est partiellement ou en totalité issu de l’article de Wikipédia en anglais intitulé « Chabrias » (voir la liste des auteurs).
- (en) « Chabrias », dans Encyclopædia Britannica [détail de l’édition], 1911 (lire sur Wikisource).